# Mention traditionnelle
La mention traditionnelle est, en droit européen, un critère d’identification d’un vin complétant son indication géographique d’origine. Dans le cadre de l’organisation commune du marché vitivinicole (OCM), les mentions traditionnelles bénéficient d’un régime de protection destiné d’une part à protéger les productions concernées d’actions de concurrence déloyale, d’autre part de garantir au consommateur un haut niveau de qualité.

## Régime juridique
Le droit européen définit la notion de mention traditionnelle comme une mention utilisée pour :
- indiquer que le produit bénéficie d'une appellation d'origine protégée ou d'une indication géographique protégée en vertu du droit communautaire ou de la législation d'un État membre ;
- désigner la méthode de production ou de vieillissement ou la qualité, la couleur, le type de lieu ou un événement particulier lié à l'histoire du produit bénéficiant d'une appellation d'origine protégée ou d'une indication géographique protégée.

Dans la pratique, les mentions traditionnelles peuvent être classées en trois catégories :
- Les mentions qui visent, dans chaque pays membre, à classer un vin au sein de l’une des catégories génériques du droit européen que sont l’appellation d’origine protégée et l’indication d’origine protégée. Ainsi, le terme appellation d’origine contrôlée constitue une « mention traditionnelle » française qui vise à identifier un vin relevant de la classification européenne A.O.P. Ainsi aussi le terme Denominazione di origine controllata en Italie.
- Les mentions qui, au-delà de l’indication géographique d’origine, permettent d’identifier des caractéristiques spécifiques d’un vin ou des qualités qui lui sont reconnues en raison d’une classification propre à son appellation : Vendanges tardives, Premier cru, Solera, Lacryma Christi, …
- Les mentions faisant référence à une exploitation : Domaine, Château, Clos en France et les équivalents dans les langues des autres pays de l’Union.

Les mentions traditionnelles bénéficient sur le territoire de l’Union européenne d’un régime de protection particulièrement élaboré, qui couvre en 2012 plus de 200 vins. La protection assurée par l'OCM vitivinicole est limitée à la langue dans laquelle elle est enregistrée, mais elle garantit la mention contre toute utilisation qui tendrait à induire le consommateur en erreur sur la nature où l'origine du produit de la vigne concerné. Le régime de protection permet, notamment, d'empêcher le dépôt d'une marque pour un produit qui ne remplirait les conditions pour l'utilisation de la mention.
L'enregistrement d'un mention traditionnelle autre que celles qui ont été définies par le Règlement du 14 juillet 2009 est soumis à une procédure de dépôt émanant soit d'un État membre de l'Union européenne, soit d'un pays tiers, soit encore d'une organisation professionnelle représentatives de producteurs. Après une phase d'examen de la recevabilité de la demande par la Commission européenne, la demande d'enregistrement est rendue publique et peut faire l'objet d'une opposition, soit d'un État membre, soit d'un pays tiers, soit encore de toute personne physique ou morale justifiant d'un intérêt à le faire.

## Mentions traditionnelles enfrançais

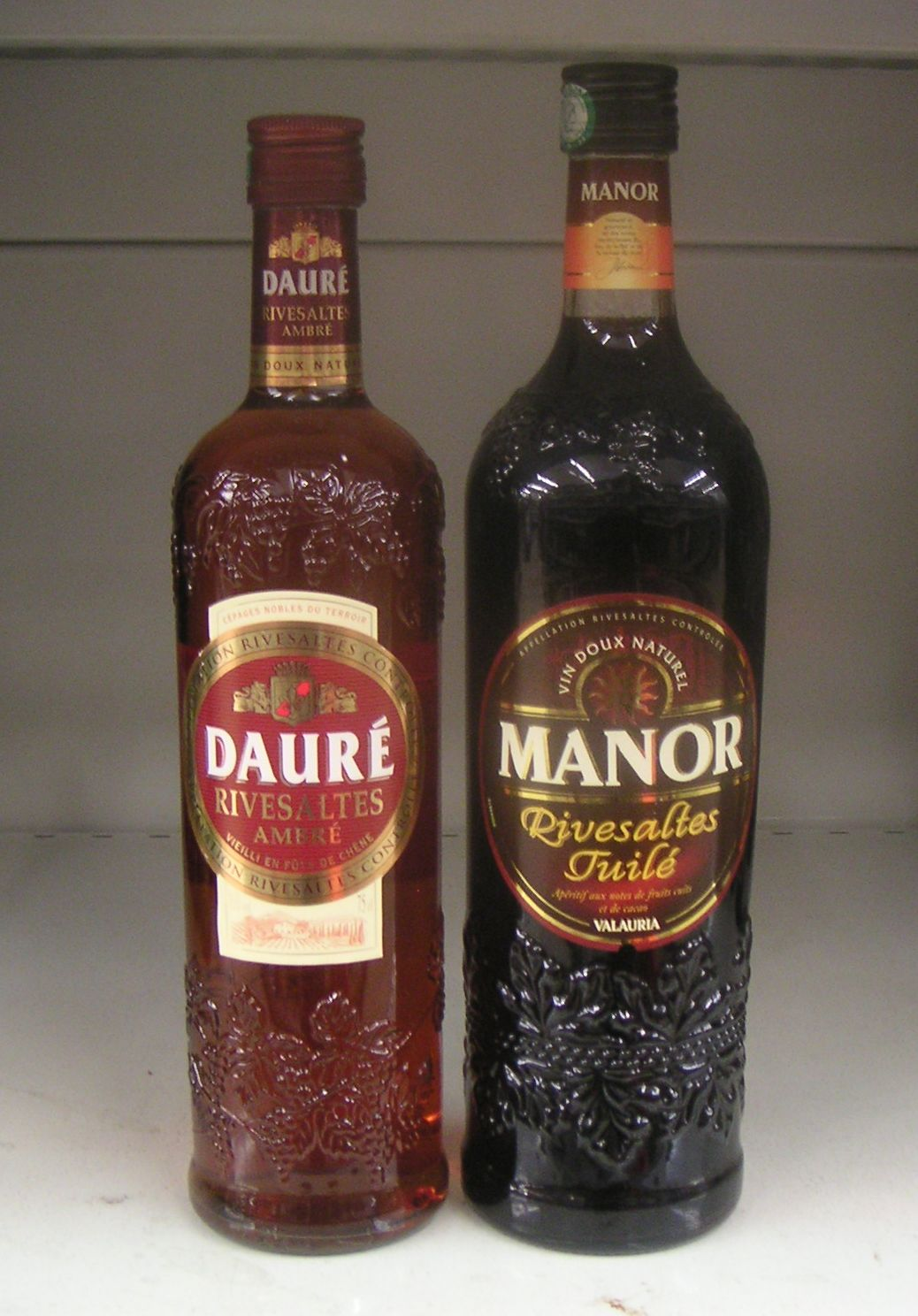
Bouteilles de Rivesaltes
portant les mentions traditionnelles
« Ambré » et « Tuilé ».

Au titre de la catégorie de description des caractéristiques du produit, sont enregistrés en tant que mention traditionnelle les termes : Ambré, Château, Clairet, Claret, Clos, Cru artisan, Cru bourgeois, Cru classé, Flétri, Grand cru, Hors d'âge, Passe-tout-grains, Premier cru, Grand premier cru, Primeur, Rancio,  Sur lie, Sélection de grains nobles, Tuilé, Vendanges tardives, Villages, Vin classé, Vin de glace, Vin de paille et Vin jaune.
Au titre de l'indication d'origine, sont autorisées, outre la mention "appellation d'origine contrôlée" en France et en Belgique, les termes Appellation d'origine vin délimité de qualité supérieure, vin de pays et Vin doux naturel. Le Luxembourg bénéficie en ce qui le concerne de la protection des mentions Marque nationale et Crémant de Luxembourg.